# Série trigonométrique
Une série trigonométrique est une suite particulière de polynômes trigonométriques. La série possède une fréquence fondamentale {\displaystyle f}, et on somme successivement des fonctions trigonométriques de fréquence {\displaystyle nf} pour des valeurs entières de {\displaystyle n}.
La somme partielle d'ordre {\displaystyle n} de la série a donc la forme suivante
si on travaille avec des notations complexes. Mais on utilise aussi couramment
si on a une série trigonométrique à valeurs réelles.
L'exemple le plus classique de série trigonométrique est la série de Fourier associée à une fonction périodique intégrable.

## Théorème d'unicité de Cantor
On doit à Georg Cantor le théorème d'unicité pour les séries trigonométriques, démontré en 1870.
Théorème — Si une série trigonométrique converge en tout point vers la fonction nulle, alors tous ses coefficients sont nuls. Ainsi deux séries trigonométriques qui ont la même limite simple ont les mêmes coefficients.
Cantor a lui-même étendu son résultat, le rendant valable lorsqu'il y a convergence en tout point sauf un nombre fini (c'est d'ailleurs en cherchant à généraliser ce résultat que Cantor sera amené à introduire la notion de nombre ordinal).
D'autres extensions ont suivi. On appelle ensemble d'unicité un sous-ensemble de la droite réelle, défini modulo {\displaystyle 2\pi }, sur le complémentaire duquel le résultat d'unicité de Cantor s'étend. En 1909, Young démontre que les ensembles dénombrables sont des ensembles d'unicité. On sait depuis leur définition par Lebesgue que les ensembles d'unicité sont de mesure nulle (pour la mesure de Lebesgue). En 1916, Dmitry Menchoff (en) donne un exemple d'ensemble de mesure nulle qui n'est pas un ensemble d'unicité. De nombreux résultats plus précis se sont ajoutés depuis.

## Lien avec les séries de Fourier
Selon un théorème de Lebesgue de 1902, si une série trigonométrique converge simplement vers une fonction bornée, alors c'est la série de Fourier de cette fonction. Comme le résultat de Menchoff signalé ci-dessus l'illustre, ce théorème serait en défaut si on remplaçait la convergence simple par une convergence presque partout.
Ces théorèmes d'unicité ne doivent pas être confondus avec le théorème d'injectivité des coefficients de Fourier : deux fonctions ayant les mêmes coefficients de Fourier sont égales presque partout. Voir l'article Série de Fourier.

## Le problème de l'existence d'une décomposition
Si {\displaystyle f} est une fonction mesurable, finie presque partout, un théorème de Menchoff montre qu'il existe une série trigonométrique qui converge vers {\displaystyle f} presque partout.